# Eparchie rovenská
Eparchie rovenská je eparchie ukrajinské pravoslavné církve Moskevského patriarchátu.

## Území a titul biskupa
Zahrnuje správní hranice území Hoščského, Dubenského, Zdolbunivského, Koreckého, Mlynivského, Ostrožskéjo, Radyvylivského a Rovenského rajónu Rovenské oblasti.
Eparchiálnímu biskupovi náleží titul biskup rovenský a ostrožský.

## Historie
Poprvé byla eparchie zřízena roku 1940 nebo 1941. Po Velké vlastenecké válce byla eparchie zrušena.
Dne 10. dubna 1990 byla Svatým synodem eparchie obnovena a oddělena z území volyňské eparchie.

## Seznam biskupů
- 1942–1942 Dymytrij (Mahan)
- 1943–1945 Feodor (Rafalskyj)
- 1990–1993 Irynej (Serednij)
- 1993–1995 Anatolij (Hladkyj)
- 1995–2011 Varfolomij (Vaščuk)
- od 2011 Pymen (Vojat)